# Velké Skaliny
Velké Skaliny je malá vesnice, část obce Benešov nad Černou v okrese Český Krumlov. Nachází se v přírodním parku Soběnovská vrchovina, asi 4 km na severozápad od Benešova nad Černou. Velké Skaliny leží v katastrálním území Dluhoště o výměře 7,42 km².

## Historie
První písemná zmínka o vesnici pochází z roku 1476.
V letech 1869–1950 byla vesnice součástí obce Dluhoště a od 1. ledna 2003 se stala součástí obce Benešov nad Černou.

## Obyvatelstvo
| Rok            | 1869 | 1880 | 1890 | 1900 | 1910 | 1921 | 1930 | 1950 | 1961 | 1970 | 1980 | 1991 | 2001 | 2011 | 2021 |
| -------------- | ---- | ---- | ---- | ---- | ---- | ---- | ---- | ---- | ---- | ---- | ---- | ---- | ---- | ---- | ---- |
| Počet obyvatel | 92   | 125  | 124  | 132  | 134  | 122  | 110  | 39   | 0    | 50   | 34   | 16   | 19   | 30   | 38   |
| Počet domů     | 23   | 21   | 23   | 23   | 25   | 25   | 26   | 24   | 0    | 13   | 11   | 17   | 25   | 24   | 25   |